# Президентские выборы в Мавритании (2009)
Президентские выборы в Мавритании состоялись в 2009 году. В первом туре, набрав самое большое количество голосов, победил глава Государственного Совета Мавритании Мохаммед ульд Абдель Азиз.
Второй тур выборов в случае необходимости должен был состоятся 1 августа 2009 года.

## История
После военного переворота, в результате которого был свергнут Сиди Мохаммед ульд Шейх Абдуллахи, новым правительством было обещано, что выборы нового президента пройдут «как можно скорее». Впоследствии выборы были запланированы на 6 июня 2009.
В связи с протестами оппозиции, призывавшей бойкотировать выборы, выборы были перенесены на середину июля.

## Кандидаты
Констутиционным судом Мавритании было зарегистрировано 10 кандидатов:
- Мохаммед ульд Абдель Азиз, лидер государственного переворота.
- Ибрахим Моктар Сарр, лидер партии "Альянс за справедливость и демократию / Движение за обновление "(AJD / MR)
- Сгайер ульд М’барек, премьер-министр Мавритании с 2003 по 2005 года.
- Кейн Хамиду Баба, вице-президент Национального Собрания Мавритании.
- Ахмед ульд Дадда, лидер Демократической партии Мавритании.
- Мохамед Джамиль ульд Мансур, глава партии «Национальное объединение за реформы и развития»
- Мессауд ульд Булкхейр, глава Национальной ассамблеи Мавритании
- Мохаммед Эли ульд Валь, лидер государственного переворота 2005 года.
- Хамада ульд Мейму, посол Мавртиании в Кувейте
- Салех ульд Ханнена, лидер попыток государственного переворота в 2003 и 2004 годах.

## Результаты
| Кандидат                    | Количество прогосоловавших | Доля голосов % |
| Мохаммед ульд Абдель Азиз   | 409 100                    | 52,58          |
| Мессауд ульд Булкхейр       | 126 782                    | 16, 29         |
| Ахмед ульд Дадда            | 106, 263                   | 13, 66         |
| Мохамед Джамиль ульд Мансур | 37 059                     | 4, 76          |
| Ибрахим Моктар Сарр         | 35 709                     | 4, 59          |
| Мохаммед Эли ульд Валь      | 29, 681                    | 3, 81          |
| Кейн Хамиду Баба            | 11, 568                    | 1, 49          |
| Салех ульд Ханнена          | 10, 219                    | 1, 31          |
| Хамада ульд Мейму           | 9, 936                     | 1, 28          |
| Сгайер ульд М’барек         | 1, 788                     | 0, 23          |
| Итого:                      | 778, 105                   | 100,00         |